# Station Jean Macé
Jean Macé (metro) es una estación de la línea B del metro de Lyon (anunciada en el metro como Jean Macé Gare SNCF, correspondiente a la RENFE española), da lugar a un nudo de transportes compuesto por varias líneas de autobús, el tranvía T2 y la estación de Lyon-Jean Macé (tren), inaugurada en diciembre de 2009.

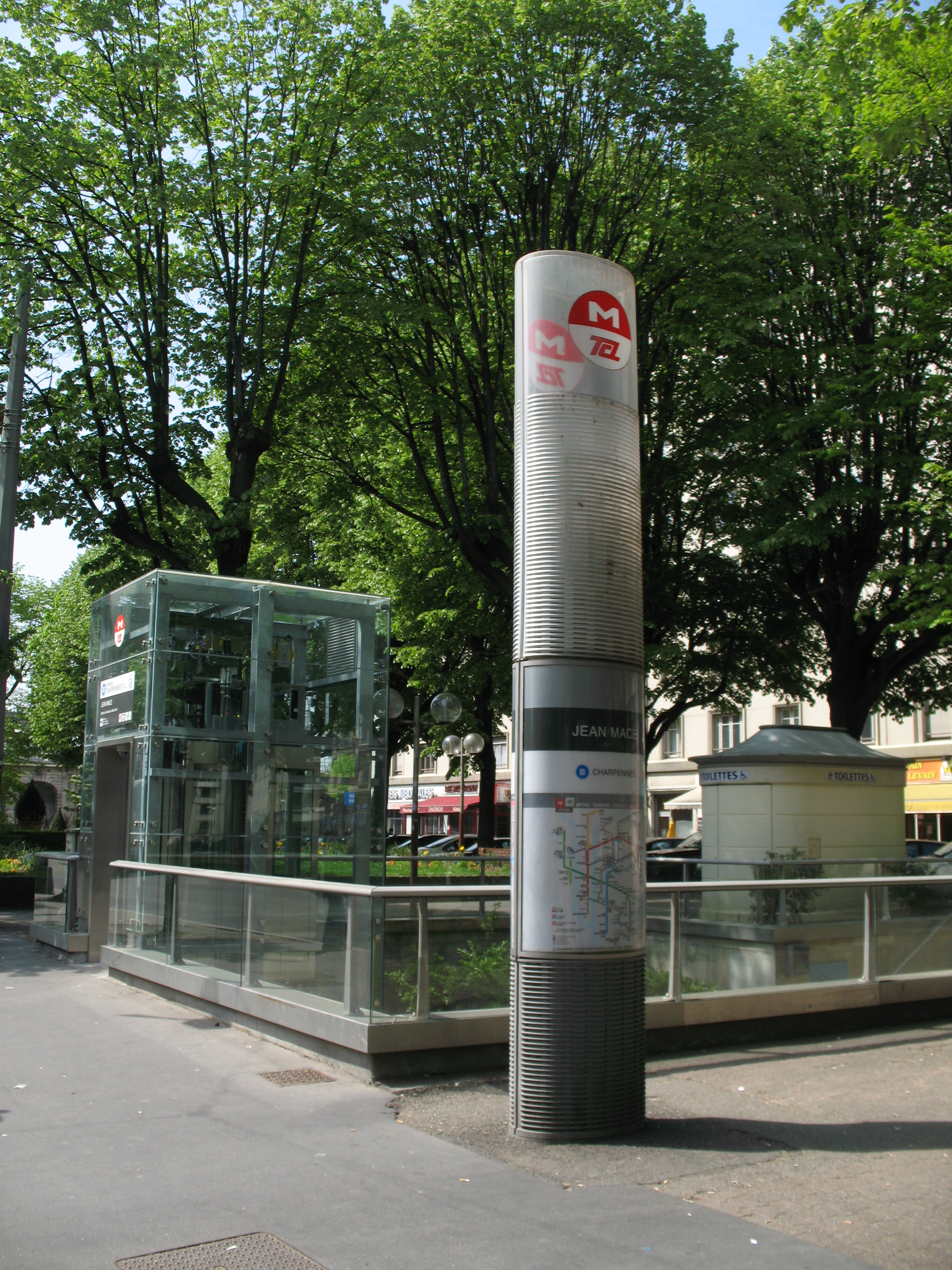
Entrada a la estación de metro de Jean Macé

## Historia de la estación
La estación se inauguró el 14 de septiembre de 1981. Se trata de la antigua terminal de la línea B, antes de su prolongación hacia el Estadio Gerland.

## Características
La estación está situada en la mitad norte de la Plaza Jean Macé .

## Correspondencias
Estación SNCF.
Dirección: Perrache o St-Priest -Bel Air
Dirección: Cité Internationale - Centre de Congrès
Dirección: Gare Part Dieu Vivier Merle Hospital de Lyon-Sur o
Dirección: Bellecour Le Viste-u Hospital Feyzin - Vénissieux
Dirección: Les Sources
Dirección: Vénissieux -La Charréard o Bellecour Charité
Dirección: Halle Tony Garnier
Dirección: Jean Macé en St-Fons-Vallée de la Chimie
Dirección: St Priest Salengro

## Lugares de interés próximos

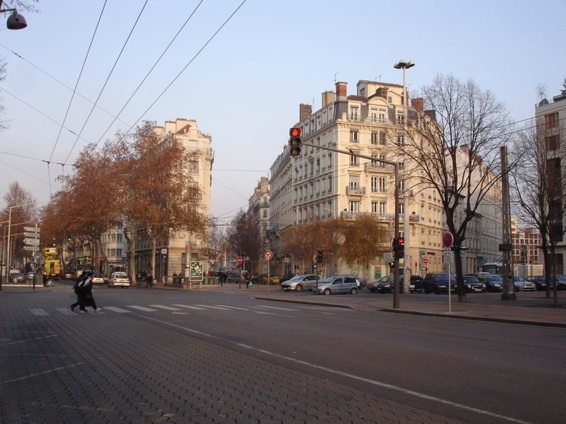
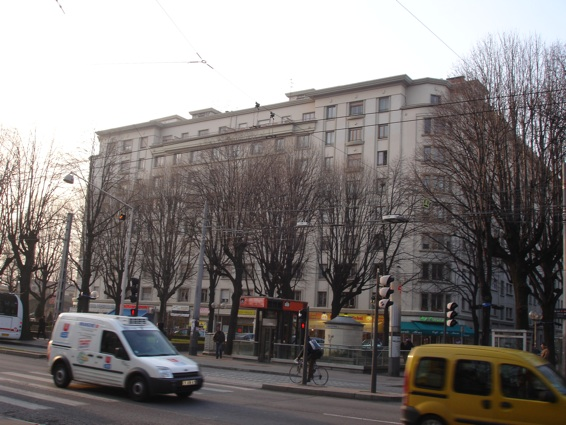

Ayuntamiento del 7° arrondissement
Biblioteca del 7° arrondissement
Mercadillo en la plaza, los miércoles y sábados por la mañana
Estación de Lyon-Jean Macé (tren)
El centro Berthelot , donde encontramos:
El Centro de Historia de la Resistencia y la Deportación
Instituto de Estudios Políticos de Lyon
Paseos del río Ródano
Dos estaciones Vélo'v en la plaza
Cine Comoedia
Hospital St-Luc St-Joseph
- Datos: Q2059990
- Multimedia: Jean Macé (Lyon Metro) / Q2059990